# Flagge von Belgorod

Flagge von Belgorod

Die Flagge von Belgorod ist eines der offiziellen Symbole (zusammen mit dem Wappen) der Stadt Belgorod in der Region Belgorod der Russischen Föderation. Die Flagge ist ein Symbol der Einheit und Zusammenarbeit der Einwohner der Stadt.
Die derzeitige Flagge wurde am 22. Juli 1999 durch den Beschluss des Stadtrats von Belgorod № 321 genehmigt und im Jahr 2002 in das staatliche Wappenregister der Russischen Föderation mit der Registrierungsnummer 978 aufgenommen.

## Beschreibung
Die Flagge der Stadt Belgorod (blaues Segeltuch mit einem weißen Streifen am unteren Rand) zeigt einen gelben Löwen, der auf den Hinterbeinen steht, und einen weißen Adler, der über ihm schwebt. Die Symbolik der Stadt ist mehr als 300 Jahre alt und geht auf die Herrschaft von Peter dem Großen zurück. Der russische Zar schenkte das Wappen den Bürgern von Belgorod zum Gedenken an den Sieg über die Schweden in der Schlacht von Poltawa (1709). Im Jahr 1712 wurde dieses Emblem auf einer Fahne des Regiments von Belgorod abgebildet, das den Feind besiegt hatte, und im Jahr 1727 wurde es zum Symbol einer neu gegründeten Provinz.